# Scopa (Italia)
Scopa es una localidad y comune italiana de la provincia de Vercelli, región de Piamonte, con 371 habitantes.

## Evolución demográfica
| Gráfica de evolución demográfica de Scopa entre 1861 y 2001 |
|                                                             |
| Fuente ISTAT - elaboración gráfica de Wikipedia             |